# Jacobo FitzJames Stuart, XVII duca d'Alba
Don Jacobo Fitz-James Stuart, diciassettesimo duca d'Alba de Tormes e (Madrid, 17 ottobre 1878 – Losanna, 24 settembre 1953), è stato un nobile, diplomatico, politico e collezionista d'arte spagnolo.
Fu uno degli aristocratici più importanti del suo tempo, essendo titolare dei Ducati d'Alba de Tormes e Berwick, delle Contee di Lemos, Lerín e Montijo e del Marchesato di Carpio. Fu anche un Cavaliere dell'Ordine del Toson d'oro di Spagna nel 1926.

## Biografia

### Infanzia
Il Duca era figlio di Carlos FitzJames Stuart, XVI duca d'Alba e María del Rosario Falcó y Osorio, XXI contessa di Siruela.

### Educazione
Iniziò i suoi studi sotto la guida di insegnanti privati per poi essere inviato al gesuita Beaumont College in Old Windsor, entrando successivamente nell'Eton College. Dopo aver concluso il Baccalaureato nel prestigioso Instituto San Isidro di Madrid, continuò la sua istruzione superiore nella Universidad Complutense, dove ottenne la laurea in legge.

### Matrimonio
Sposò a Londra il 7 ottobre 1920, María del Rosario de Silva y Gurtubay, IX marchesa di San Vicente del Barco (Madrid, 4 aprile 1900 - Madrid, 11 gennaio 1934) ed ebbero una sola figlia femmina, Cayetana, che ereditò tutti i titoli e le fortune della famiglia.

### Carriera politica e diplomatica
Nel 1902, mentre serviva da Gentiluomo di Camera di Re Alfonso XIII, fu fatto Cavaliere di Gran Croce dell'ordine reale vittoriano.
Alba venne eletto deputato nelle Cortes in occasione delle elezioni del 1903, venendo confermato nel 1905, 1907, 1910 e 1914. Nel 1916, in qualità di Grande di Spagna di prima classe, poté entrare nel Senato, facendo parte della commissione chiamata a giudicare il generale Dámaso Berenguer. Dal 1927 al 1930 Alba fu membro della Asamblea Nacional Consultiva, organo creato sotto la dittatura di Primo de Rivera. Fu brevemente (gennaio-febbraio 1930) ministro dell'istruzione durante il governo di Dámaso Berenguer, per poi ricoprire tra il 2 febbraio 1930 e il 18 febbraio 1931 l'incarico di Ministro degli Affari Esteri. Durante la guerra civile spagnola, i repubblicani occuparono la sua residenza, il Palazzo di Liria, e assassinarono suo fratello minore Hernando Fitz-James Stuart y Falcó, XVIII duca di Peñaranda de Duero (1882-1936), una delle numerose vittime dei massacri di Paracuellos. Alba diventò rappresentante ufficiale del Generale Franco a Londra nel 1937. Divenne ambasciatore a Londra nel 1939 in seguito alla rinuncia forzata di Pablo de Azcárate, quando il gabinetto di Neville Chamberlain riconobbe formalmente il governo Franco.
Massone, fu membro della Gran Loggia Unita d'Inghilterra.

### Carriera olimpica
Vinse una medaglia d'argento ai giochi olimpici di polo del 1920.

### Dopoguerra
Dopo la II Guerra Mondiale, i rapporti di Alba con Franco si raffreddarono notevolmente, a causa del sostegno di Alba ad un regime monarchico costituzionale, conformemente a quanto affermato nel cosiddetto Manifesto di Losanna da Giovanni di Borbone-Spagna. Nel 1945 il duca d'Alba diede le dimissioni dall'incarico di ambasciatore a Londra. Fu un ospite di primo piano alle nozze della Principessa Elisabetta e Filippo Mountbatten, Duca di Edimburgo.

## Ascendenza
|                                                           |                               |                                                       | Genitori                                                 |  |  | Nonni |  |  | Bisnonni                        |  |  | Trisnonni                |  |
|                                                           |                               |                                                       |                                                          |  |  |       |  |  | Carlos Miguel Fitz-James Stuart |  |  | Jacobo Fitz-James Stuart |  |
|                                                           |                               |                                                       |                                                          |  |  |       |  |  | Carlos Miguel Fitz-James Stuart |  |  | Jacobo Fitz-James Stuart |  |
|                                                           |                               | María Teresa de Silva-Fernández de Híjar y de Palafox |                                                          |  |  |       |  |  | Carlos Miguel Fitz-James Stuart |  |  |                          |  |
| Jacobo Fitz-James Stuart                                  |                               |                                                       |                                                          |  |  |       |  |  | Carlos Miguel Fitz-James Stuart |  |  |                          |  |
|                                                           |                               | Rosalia di Ventimiglia                                | Luigi di Ventimiglia                                     |  |  |       |  |  |                                 |  |  |                          |  |
|                                                           |                               | Rosalia di Ventimiglia                                | Luigi di Ventimiglia                                     |  |  |       |  |  |                                 |  |  |                          |  |
|                                                           |                               | Rosalia di Ventimiglia                                | Eleonora Moncada                                         |  |  |       |  |  |                                 |  |  |                          |  |
| Carlos Fitz-James Stuart                                  |                               | Rosalia di Ventimiglia                                |                                                          |  |  |       |  |  |                                 |  |  |                          |  |
|                                                           |                               | Cipriano de Portocarrero                              | Felipe Antonio de Palafox y Croÿ                         |  |  |       |  |  |                                 |  |  |                          |  |
|                                                           |                               | Cipriano de Portocarrero                              | Felipe Antonio de Palafox y Croÿ                         |  |  |       |  |  |                                 |  |  |                          |  |
|                                                           |                               | Cipriano de Portocarrero                              | María Francisca de Sales Portocarrero de Guzmán y Zúñiga |  |  |       |  |  |                                 |  |  |                          |  |
| María Francisca de Sales de Portocarrero                  |                               | Cipriano de Portocarrero                              |                                                          |  |  |       |  |  |                                 |  |  |                          |  |
|                                                           |                               | María Manuela Kirkpatrick                             | William Kirkpatrick                                      |  |  |       |  |  |                                 |  |  |                          |  |
|                                                           |                               | María Manuela Kirkpatrick                             | William Kirkpatrick                                      |  |  |       |  |  |                                 |  |  |                          |  |
|                                                           |                               | María Manuela Kirkpatrick                             | Marie Françoise de Grevigné                              |  |  |       |  |  |                                 |  |  |                          |  |
| Jacobo FitzJames Stuart                                   |                               | María Manuela Kirkpatrick                             |                                                          |  |  |       |  |  |                                 |  |  |                          |  |
|                                                           | Juan Jacobo Falcó y Valcárcel | Pascual Falcó de Belaochaga y Puyades                 |                                                          |  |  |       |  |  |                                 |  |  |                          |  |
|                                                           | Juan Jacobo Falcó y Valcárcel | Pascual Falcó de Belaochaga y Puyades                 |                                                          |  |  |       |  |  |                                 |  |  |                          |  |
|                                                           | Juan Jacobo Falcó y Valcárcel | María Concepción Valcárcel y Pio Pascual de Povill    |                                                          |  |  |       |  |  |                                 |  |  |                          |  |
| Manuel Pascual Luis Carlos Felix Fortunato Falcó y d'Adda | Juan Jacobo Falcó y Valcárcel |                                                       |                                                          |  |  |       |  |  |                                 |  |  |                          |  |
|                                                           |                               | Carolina d'Adda                                       | Febo d'Adda, marchese di Cassano                         |  |  |       |  |  |                                 |  |  |                          |  |
|                                                           |                               | Carolina d'Adda                                       | Febo d'Adda, marchese di Cassano                         |  |  |       |  |  |                                 |  |  |                          |  |
|                                                           |                               | Carolina d'Adda                                       | Marie Leopoldine von Khevenhüller-Metsch                 |  |  |       |  |  |                                 |  |  |                          |  |
| María del Rosario Falcó y Osorio, XXI contessa di Siruela |                               | Carolina d'Adda                                       |                                                          |  |  |       |  |  |                                 |  |  |                          |  |
|                                                           |                               | Felipe María Osorio y Fernández de la Cueva           | Felipe Carlos Osorio y de Castellví                      |  |  |       |  |  |                                 |  |  |                          |  |
|                                                           |                               | Felipe María Osorio y Fernández de la Cueva           | Felipe Carlos Osorio y de Castellví                      |  |  |       |  |  |                                 |  |  |                          |  |
|                                                           |                               | Felipe María Osorio y Fernández de la Cueva           | María Magdalena de la Cueva                              |  |  |       |  |  |                                 |  |  |                          |  |
| María del Pilar Osorio y Gutiérrez de Los Ríos            |                               | Felipe María Osorio y Fernández de la Cueva           |                                                          |  |  |       |  |  |                                 |  |  |                          |  |
|                                                           |                               | Francisca de Asis Gutiérrez de los Ríos y Solís       | Carlos Gutiérrez de los Ríos y Sarmiento Rohán           |  |  |       |  |  |                                 |  |  |                          |  |
|                                                           |                               | Francisca de Asis Gutiérrez de los Ríos y Solís       | Carlos Gutiérrez de los Ríos y Sarmiento Rohán           |  |  |       |  |  |                                 |  |  |                          |  |
|                                                           |                               | Francisca de Asis Gutiérrez de los Ríos y Solís       | Maria-Vicenta Solis y Lasso de la Vega                   |  |  |       |  |  |                                 |  |  |                          |  |
|                                                           |                               | Francisca de Asis Gutiérrez de los Ríos y Solís       |                                                          |  |  |       |  |  |                                 |  |  |                          |  |

## Titoli e trattamento

### Titoli

#### Ducati
- XVII Duca d'Alba, Grande di Spagna
- X Duca di Montoro, Grande di Spagna -Ceduto a sua figlia Doña Cayetana
- X Duca di Berwick, Grande di Spagna
- X Duca di Liria e Jérica, Grande di Spagna
- XIII Duca di Huéscar, Grande di Spagna -Ceduto a suo nipote Don Carlos
- XI Conte-Duca di Olivares, Grande di Spagna
- II Duca di Arjona, Grande di Spagna

#### Marchesati
- XVI Marchese del Carpio, Grande di Spagna
- XXII Marchese di Coria
- XIX Marchese di Moya
- XVII Marchese di Barcarrota
- XVIII Marchese di Sarria
- XIX Marchese di Ardales -Ceduto a sua sorella Doña Sol
- XVII Marchese di Villanueva del Fresno
- XVI Marchese di Villanueva del Río
- XIX Marchese di la Mota
- XIII Marchese di Eliche
- XI Marchese di Osera
- XI Marchese di Tarazona
- XIII Marchese di San Leonardo
- XV Marchese di la Albaga

#### Contee
- XIX Conte di Lerín, Grande di Spagna, Connestabile di Navarra
- XXI Conte di Lemos, Grande di Spagna
- XIX Conte di Osorno, Grande di Spagna
- XIX Conte di Siruela, Grande di Spagna
- XV Conte di Monterrey, Grande di Spagna
- XXIV Conte di San Esteban de Gormaz
- XX Conte di Miranda del Castañar
- XIX Conte di Villalba
- XVII Conte di Gelves
- XVIII Conte di Andrade
- XV Conte di Fuentes de Valdepero
- XVI Conte di Galve
- XVI Conte di Casarrubios del Monte
- X Conte di Fuentidueña
- XIII Conte di Ayala
- XI Conte di Santa Cruz de la Sierra
- XX Conte di Modica (Sicilia)
- X Conte di Tinmouth

#### Viscontee
- XI Visconte di la Calzada

#### Baronie
- X Barone Bosworth

### Trattamento
- L'Eccellentissimo Duca di Huéscar (1878–1901)
- L'Eccellentissimo Duca di Alba de Tormes (1901–1953)